# Mad Love (sitcom)
Mad Love é uma série de televisão americana que foi ao ar pela CBS em 14 de fevereiro de 2011 a 16 de maio do mesmo ano. No dia 15 de maio ela foi oficialmente cancelada pela CBS, apesar de ter tido boa audiência. É exibida no Brasil pelo canal pago Liv.

## Resumo
Quatro trintões nova-iorquinos - Kate, Connie, Larry, e Ben - estão à procura de amor na cidade. Quando Kate e Ben se encontram e se apaixonam um pelo outro, os amigos permanecem cínicos sobre o relacionamento. Cada episódio termina com alguns dos personagens em um bar que comumente vão, discutindo os acontecimentos do dia. O elenco descreve o show como uma cerca de dois casais se apaixonando de maneiras muito diferentes.

## Elenco

### Elenco principal
- Jason Biggs como Ben Parr
- Sarah Chalke como Kate Swanson
- Judy Greer como Connie Grabowski
- Tyler Labine como Larry Munsch

### Personagens secundários
- Hal Williams como Earl Mumford
- Sarah Wright como Tiffany McDermott